# 开赛省
开赛省（法語：Province du Kasaï），或譯卡賽省，是位于刚果民主共和国中部的一个省，首府奇卡帕，與安哥拉接壤，人口3,199,891（2005年），面積95,631 km²。

## 开赛省的镇
- 鲁耶波（Luebo）
- 奇卡帕（Tshikapa）
- 伊莱博（Ilebo）
- 姆韦卡（Mweka）
- 代凯塞（法语：Dekese (territoire)）（Dekese）